# Patricia Gualinga
Patricia Gualinga Montalvo és una defensora dels drets humans i dels drets dels indígenes integrants de l'ètnia kichwa de Sarayaku, un territori en la Regió Amazònica de l'Equador.

## Activisme
Gualinga és la Directora de Relacions Internacionals de Kichwa First People de Sarayaku.
Ha tingut un paper important en la lluita pels drets indígenes. Gualinga és portaveu de molts projectes ambientals.
Va dirigir el grup de dones del Poble durant sis anys. També va treballar per a enfortir l'organització de les dones en la comunitat; va organitzar tallers i guarderies per a dones que assisteixen als tallers per a aprendre a parlar per la comunitat, respondre als mitjans i respondre als arguments de les indústries i els governs.
En 2018, es va unir a la Cimera pel Canvi Climàtic de la COP23, Gualinga va tenir l'oportunitat de parlar sobre les comunitats amazòniques a Alemanya, ampliant les seves connexions i la seva causa.
Gualinga treballa per a protegir el poble Kichwa de la comunitat de Sarayaku de les violacions dels drets humans que resulten dels projectes d'extracció de petroli de les empreses xineses en les seves terres.
És portaveu de la proposta dirigida pels indígenes 'Kawsak Sacha' o 'Bosc viu', que exigeix la protecció legal de l'Amazònia equatoriana.

## Cort Interamericana de Drets Humans
En 2012, Gualinga va ser una de les representants en un cas presentat davant la Cort Interamericana de Drets Humans (Cort IDH). La comunitat va guanyar aquest cas. El govern equatorià va ser declarat culpable de violacions de drets autoritzades a l'exploració petroliera i la militarització de les terres de Sarayaku sense consultar a la comunitat.

## Amenaces
El 5 de gener de 2018, la seva llar va ser atacada per un individu desconegut. La persona va llançar pedres, va trencar finestres i va cridar amenaces de mort.
Molts defensors dels drets indígenes han denunciat anteriorment amenaces i fustigació a conseqüència del seu treball de drets humans.